# Accelerate (canción de Christina Aguilera)
«Accelerate» (en español, «Acelera») es una canción escrita y grabada por la cantautora estadounidense Christina Aguilera y fue lanzada como el primer sencillo de su séptimo álbum de estudio Liberation (2018). Cuenta con voces invitadas del cantante Ty Dolla Sign y el rapero 2 Chainz. La canción fue producida por Kanye West junto a Che Pope, Mike Dean y Eric Danchick, con la coproducción de la Honorable C.N.O.T.E. y Charlie Heat.

## Comercial
En los Estados Unidos, la canción solo logró alcanzar el puesto número veinticuatro en Bubbling Under Hot 100 Singles, que se convirtió en su sencillo principal más bajo y el primero en no debutar en la lista Billboard Hot 100. En otros lugares, la canción tuvo un éxito menor, llegando solo a los diez primeros en España. En el Reino Unido y Canadá, la canción no pudo ingresar a las listas principales, solo logró debutar en las listas de las canciones con más de descargas digitales de la semana de estreno.

## Vídeo musical
El vídeo musical se estrenó por la mañana del 3 de mayo del 2018 en la cuenta oficial de Aguilera de VEVO para Youtube. El vídeo fue dirigido por Zoey Grossman. Solo aparece Aguilera en un estilo "sin make-up", sin los raperos Ty Dolla Sign y 2 Chainz, y en dicho vídeo hace referencia al sexo y los desnudos.

## Posicionamiento
| Canadá         | Billboard Canada Digital Song Sales       | 49  |
| Estados Unidos | Billboard Bubbling Under Hot 100 Singles  | 24  |
| Estados Unidos | Billboard Dance Club Songs                | 1   |
| Francia        | The Official Charts Company               | 157 |
| Grecia         | IFPI Greece Greek Digital Singles         | 39  |
| Hungría        | Single Top 40                             | 22  |
| Escocia        | Official Charts Company                   | 74  |
| España         | PROMUSICAE Physical/Digital Single Top 50 | 6   |
| Reino Unido    | Official Charts Company Digital           | 71  |